# Günter Weihe
Günter Weihe (* 1941 in Berlin) ist ein ehemaliger deutscher Radsportler und nationaler Meister im Radsport.
1958 mit war er mit der BSG Post Berlin DDR-Jugend-Meister im Mannschaftszeitfahren. In der Männerklasse  startete er für den SC Dynamo Berlin. 1962 hatte Günter Weihe seinen größten Erfolg mit dem Sieg bei der DDR-Meisterschaft im Sprint. 1963 gewann er auf dem Tandem mit Karl-Heinz Peter die Silbermedaille bei den Meisterschaften.
Günter Weihe ist der jüngere Bruder von Wilfried Weihe, der ebenfalls DDR-Meister im Bahnradsport wurde.